# SMV
Pour les articles homonymes, voir SMV (homonymie).
SMV est un supergroupe de bassistes formé en 2008. Le nom du groupe vient des initiales des prénoms de chacun des membres, Stanley Clarke, Marcus Miller et Victor Wooten. Leur collaboration a pris son envol lorsqu'ils ont joué tous les trois ensemble à un concert organisé par le magazine Bass Player (en) à New York en 2006, où Miller et Wooten ont rejoint Clarke sur scène pour lui  présenter le Lifetime Achievement Award que le magazine lui avait attribué.
Le premier (et seul) album de SMV, Thunder, est sorti le 12 août 2008, accompagné d'une tournée mondiale à partir du même mois.